# فيليس لوجان
فيليس لوجان (بالإنجليزية: Phyllis Logan) هي ممثلة بريطانية، ولدت في 11 يناير 1956 في المملكة المتحدة. من الجوائز التي نالتها جائزة نقابة ممثلي الشاشة لأفضل أداء جماعي في مسلسل درامي عن عمل داونتون آبي سنة 2013 وجائزة البافتا عن فئة أكثر الممثلين الجدد وعدا في أدوار بطولية ‏ سنة 1984.

## أعمال

### أفلام
- (1996) أسرار وأكاذيب[5]

### مسلسلات
- داونتون آبي

## جوائز وترشيحات
جوائز
- جائزة نقابة ممثلي الشاشة لأفضل أداء جماعي في مسلسل درامي، عن عمل: داونتون آبي (2013)
- جائزة البافتا عن فئة أكثر الممثلين الجدد وعدا في أدوار بطولية [الإنجليزية]‏ (1984)

ترشيحات
- جائزة البافتا لأفضل ممثلة في دور رئيسي (1984)
- جائزة نقابة ممثلي الشاشة لأفضل أداء جماعي في مسلسل درامي، عن عمل: داونتون آبي (2014)

## وصلات خارجية
- فيليس لوجان على موقع IMDb (الإنجليزية)
- فيليس لوجان على موقع قاعدة بيانات الأفلام العربية
- فيليس لوجان على موقع ألو سيني (الفرنسية)
- فيليس لوجان على موقع أول موفي (الإنجليزية)
- فيليس لوجان على موقع قاعدة بيانات الأفلام السويدية (السويدية)
- فيليس لوجان على موقع إن إن دي بي (الإنجليزية)
- فيليس لوجان على موقع قاعدة بيانات الفيلم (الإنجليزية)
- فيليس لوجان على موقع كينوبويسك (الروسية)